# Gorgany

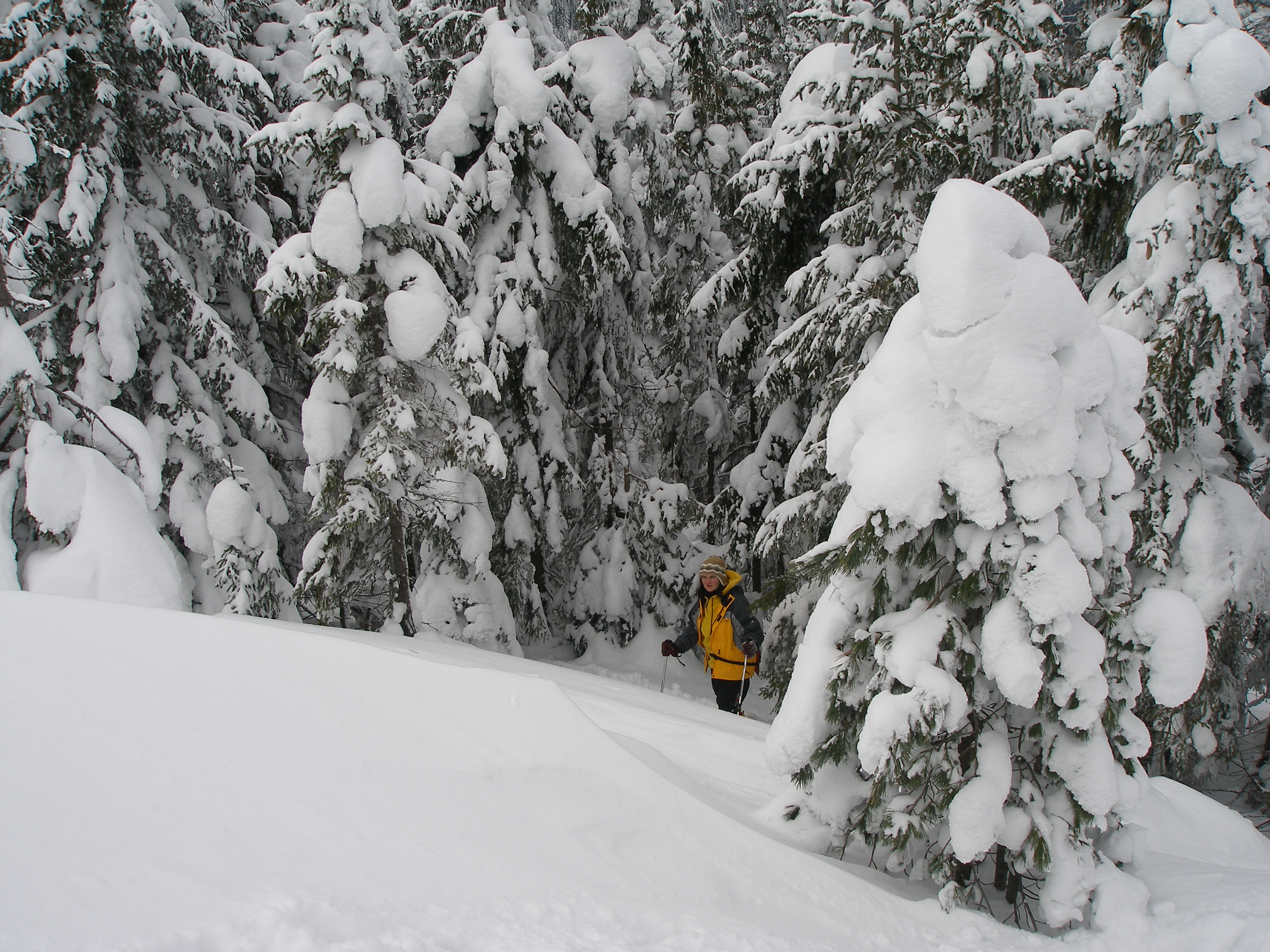
Zasněžené stromy v Gorganech.

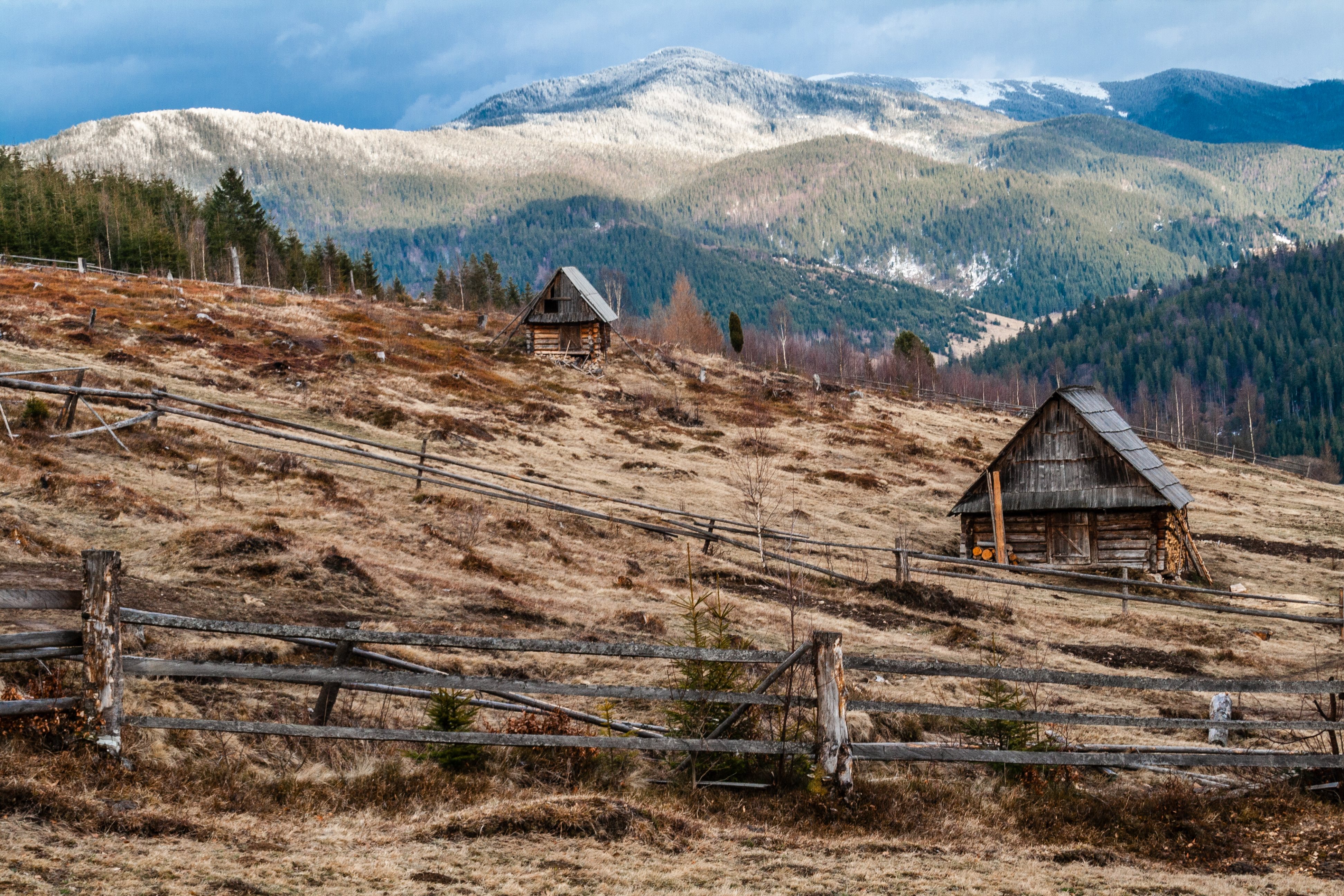
Horská krajina.

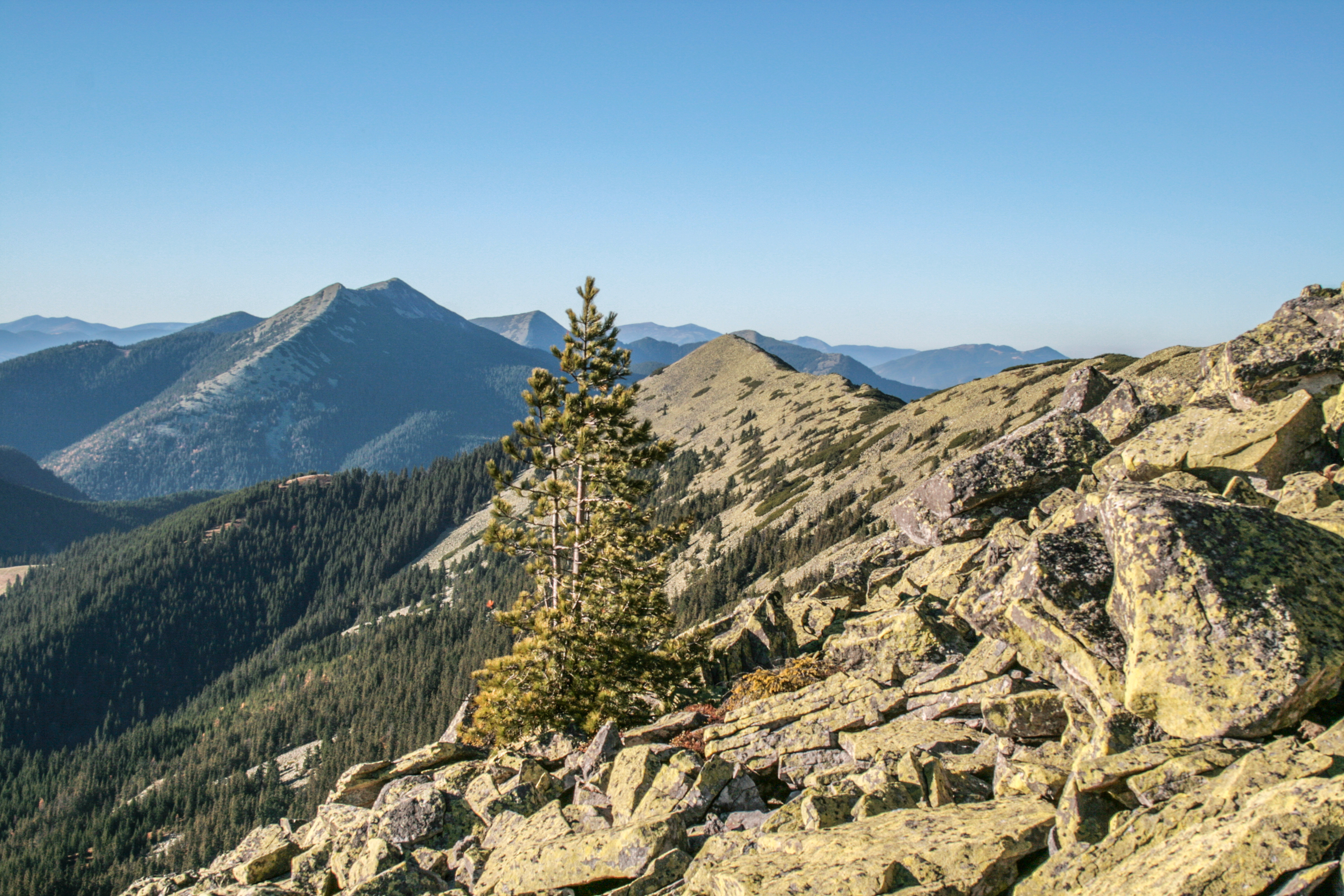
Kamenná moře.

Malý Gorgan

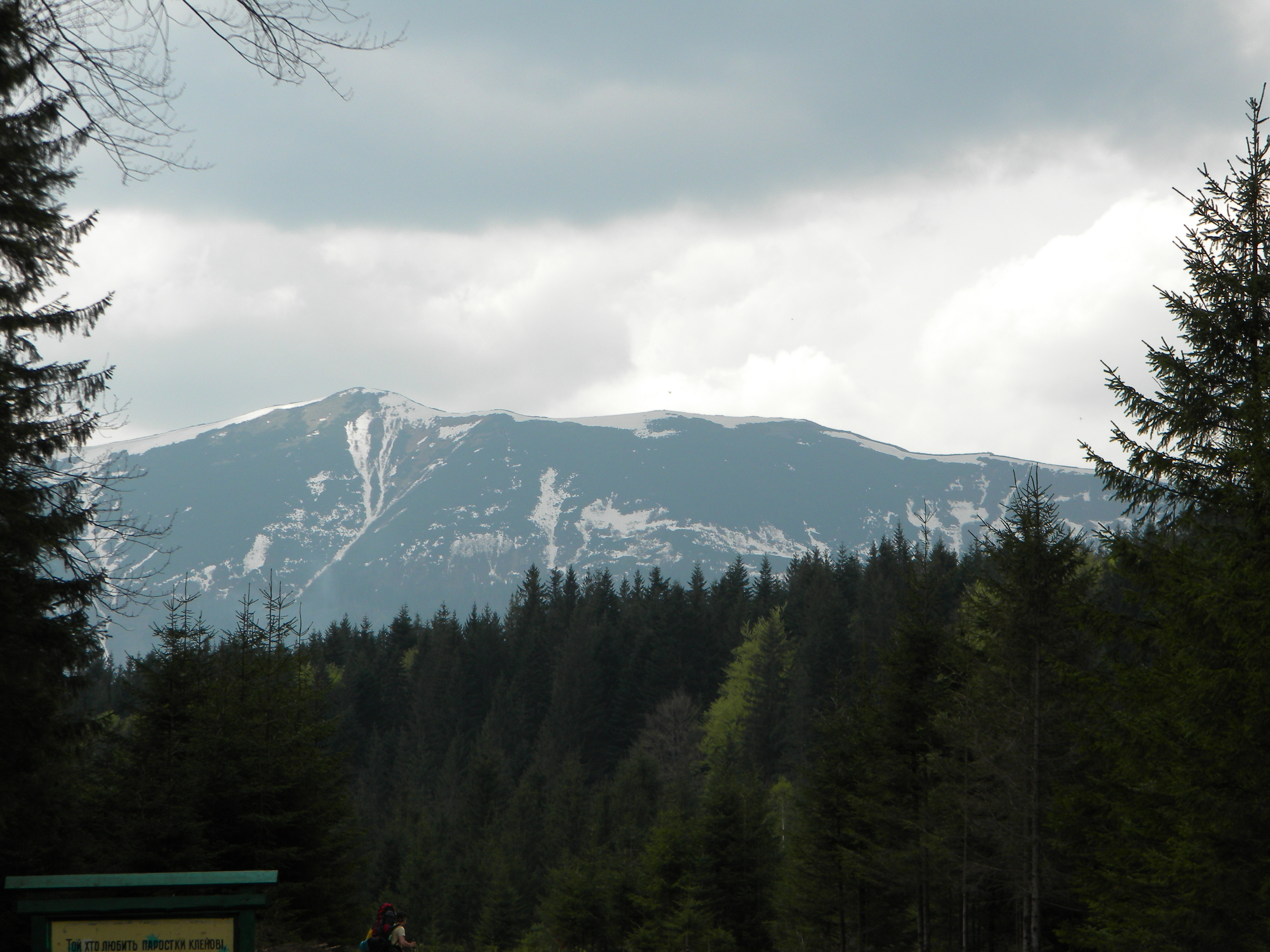
Syvulja.

Gorgany (ukrajinsky Ґорґани, rusky Горганы, česky i Horhany) jsou pohoří na Ukrajině na rozhraní Zakarpatské a Ivanofrankivské oblasti.

## Název
Pohoří má svůj název podle vrcholu Gorgan s nadmořskou výškou 1589 m n. m. Název "Gorgany" je odvozen od velmi častých kamenných moří, které pokrývají jistou část hor. Tímto se odlišují i od ostatních ukrajinských pohoří, prakticky zde nejsou žádné poloniny.
Nejpravděpodobnější přijímaná teorie o původu názvu slova Gorgan počítá s přejímkou z nedaleké rumunštiny, kde toto slovo označuje mohylu nebo majestátně stojící kámen. Několik vrcholů v pohoří nese název Gorgan – Velký Gorgan, Ilemský Gorgan, Vyšchivský Gorgan apod.

## Přírodní poměry a poloha
Gorgany jsou dlouhé přibližně 80 kilometrů a táhnou se ve směru severozápad-jihovýchod. Jejich severní hranici tvoří Vyškovský průsmyk a jižní potom průsmyk Jablunický. Ve směru severovýchod-jihozápad (kolmo k hlavnímu směru Karpatského oblouku) je jejich šířka asi 40 km.
Jde o poměrně divoké, těžko dostupné pohoří, které nemá souvislý hlavní hřeben. Je tvořeno množstvím masivů a hřebínků, které jsou od sebe odděleny hlubokými údolími (například Aršica, Horhan, Strimba, Dobošanka, Parenki, Igrovec a další). Vrcholy nejsou příliš vysoké ve srovnání s některými známějšími a turisticky navštěvovanými hřebeny, nicméně jsou zde prudké svahy a velké rozdíly v nadmořské výšce především díky hlubokým údolím.
Pohoří se dělí na Krajovi nizkogirni Gorgany, což je předhůří, pak na Vnější (Skibové) Gorgany a Vnitřní vododělné Gorgany. Nejvyšším vrcholem Horhanů je Velyka Syvulja (1836 m n. m.), mezi další vrcholy patří Ihrovyšče, Lopušna a Grofa. 

## Podnebí
V Gorganech často prší, roční úhrn srážek se zde pohybuje okolo 1200 mm. Patří k nejdeštivějším v oblasti. Podzim a zima bývají naopak sušší. Nejteplejším měsícem je červenec, kdy zde je průměrná hodnota 16,4 °C a nejchladnějším potom leden, kdy dosahuje -7,6 °C. Sněhová pokrývka bývá bohatá a její délka trvání během zimy odpovídá nadmořské výšce, v průměru zůstává okolo 80 dnů.

### Vodstvo
Řeky, které pramení a tečou severním směrem spadají do povodí řeky Dněstr a ty na svazích jižních potom spadají do povodí řeky Tisy. Již zmíněná Švica a dále Lomnica, Solotvynská Bystrica, Nadvorňanská Bystrica jsou součástí prvního uvedeného povodí; Teresva a Terebla potom do uvedeného druhého. Lomnica bývá považována za jednu z nejčistších řek v Evropě. Časté jsou peřeje a vodopády na úsecích, kde mají řeky podobu horských bystřin. 
V Gorganech existuje několik menších jezer.
Rovněž se tu nachází také Maňavský vodopád a několik menších vodopádů. Z pohoří vytéká říčka Sviča. 

## Geologie
Geologická stavba je hlavně z flyšových hornin a pískovce. Pohoří je poměrně rozsáhlé, na délku měří asi 75 km, na šířku pak 40 km. V této oblasti je minimum vesnic a žádná větší silnice, která by hory protínala.

## Obyvatelstvo
V horách žili tzv. Bojkové, kteří se zde věnovali chovu dobytku a těžbě dřeva. Oblast tohoto pohoří má nicméně velmi řídkou hustotu osídlení. Nejbližší obce jsou Bystryca a Stara Huta. Na jižním okraji se nachází město Usť-Čorna. Ještě jižněji od Gorganů leží město Jasiňa.

## Historie
Předpokládá se, že během posledního ledovcového maxima byly zaledněné vrcholky hor, údolí svoji stavbou nepředpokládají, že by se ledovce nacházely i tam. Stopy zalednění jsou patrné na morfologii terénu.
V období existence Rakousko-Uherska tudy procházela hranice mezi Haličí (Předlitavsko) a Uherskem (Zalitavsko). Pro Zalitavsko extrémně odlehlý kraj na konci 19. století nicméně nastoupil cestu masivní těžby dřeva. Rozvíjely se pily a navazující průmysl. Začalo se zde také s těžbou ropy a vznikly také odpovídající podniky. Již mapy vojenských mapování (prvního, druhého a třetího) ukazovaly neprostupné lesy, minimální osídlení a hluboká údolí. 
Za první světové války byla lokalita v souvislosti s postupem ruského vojska do Haliče místem usilovných příprav a vznikla zde opevnění před postupující ruskou armádou. Kopány byly také zákopy. V lednu 1915 se zde odehrála tzv. Bitva o Rafajlowu, při které rakousko-uherské jednotky (převážně polské národnosti) odrazily ruský útok, který měl za cíl proniknout přes Karpatský oblouk.
V meziválečném období bylo pohoří rozděleno na československou stranu (jižní) a stranu polskou (severní). Skromným ale jistým tempem se rozvíjela v této době turistika na obou stranách. Jen na straně polské vzniklo 30 různých ubytoven nebo útulen. Budovala je Polská tatranská společnost a stát měl na rozvoji turistiky v odlehlém regionu zájem. Útulny postupem času zanikly. Vznikaly architektonicky odkazující na místní architekturu, jako tomu bylo např. na vrcholu Pantyr.
Nachází se zde dodnes hraniční sloupy mezi oběmama zeměmi – tzv. hraniční orientační sloupy. Československý tisk tehdy vydával publikace, které mimo jiné zmiňovaly i odlehlost a nedotčenost místní přírody.  Sám Andrej Šeptyckyj zde nechal zřídit ještě v rámci ČSR první přírodní rezervaci, jejímž cílem byla ochrana místních lesů, především porost Borovice limba.
Během druhé světové války zde byla budována rovněž opevnění. Těsně před tím, nedlouho poté, co se SSSR zmocnil celého regionu pomýšlela ukrajinská republiková vláda se zřízením rezervace v této oblasti.
V roce 1974 byla zřízena organizace, která měla za cíl zde rezervaci zřídit, nicméně toto uskutečněno nakonec nebylo.
V 90. letech se zde díky odlehlosti a vysoké zalesněnosti začala rozšiřovat praxe nelegální těžby dřeva, která dosáhla rozměrů, kdy zde začaly vznikat poměrně velké holoseče. V jednom místě dokonce díky ní vzniklo nové jezero.
Až na počátku 21. století zde bylo obnovováno turistické značení a došlo zde k rozvoji horské turistiky.

## Fauna a flóra
Vegetaci zde tvoří jedlové, bukové a smrkové lesy, dominuje buk a jedle do výšky 850 až 900 m n. m., výše je zastoupen více smrk. Výše se nachází kleč, potom typické vysokohorské louky, případně kamenná moře. Okolo 1500 až 1600 m n. m. se nachází horní mez lesa. Vyskytují se zde také rostliny, které spadají mezi tzv. glaciální relikty. Zastoupena je Borovice kleč, Borovice lesní a Borovice limba. Právě třetí zmíněná je poměrně vzácná a v karpatském oblouku se vyskytuje právě zde.
Celkem se zde nachází na 500 druhů živočichů a rostlin. Vysokohorské louky jsou zde však v mnohem menších rozsazích, než v okolních horách. V místní přírodní rezervaci tvoří nezalesněné plochy (louky, kamenná moře a další) celkem 11,3 % povrchu hor. Díky tomu tak hory zůstaly opuštěné, neboť nenabízí značný prostor pro pastevectví zvířat.
Kamenná moře porůstají různé druhy mechů a lišejníků, kterým se zde obzvláště daří.
Místní zvířectvo je zastoupeno 10 druhy ryb, 9 druhy obojživelníků, 5 druhy hadů, 42 druhy savců a 75 druhy ptáků. Z bezobratlých je nejvíce druhů brouků, a to 134. 

## Ochrana přírody
Od roku 1996 je část pohoří chráněna jako přírodní rezervace (Gorgany), předmětem ochrany jsou zde smrková a jalovcová lesní společenstva. Lesy zde pomáhají chránit svahy hor před erozí a zadržují vlhkost v půdě. Také sem zasahuje i přírodní rezervace Grofa. Do některých částí přírodní rezervace je vstup zakázán. Povolen je pouze s doprovodem pracovníka rezervace a pro účely vědeckého výzkumu.
Od roku 2017 je oblast součástí světového dědictví Karpat a dalších evropských regionů.

## Doprava
Dopravní infrastruktura v pohoří je velmi řídká, silnice vedou jen do některých vesnic v podhůří a jsou obecně nižší kvality. Pouze na východním okraji Gorgan vedou hlavní komunikace, včetně železniční trati do Ivano-Frankivska.

## Turistika
V Gorganech leží středisko zimních sportů Bukovel. Mimo jiné se zde nachází řada turisticky atraktivních ale těžce dostupných lokalit, jako je např. skalní útes Peklo, navštěvovány jsou ale vrcholky hor nebo vodopády.
Na hřebenech také vede hlavní turistická stezka, která spojuje Gorgany s ostatními pohořími ukrajinských Karpat. Na svazích hor, stejně jako jinde na území Zakarpatské oblasti, jsou turistické stezky značené. Značení realizovali částečně i čeští dobrovolníci. Hory bývají většinou navštěvovány ze severní strany (z Ivano-frankivské oblasti).
Některé (neznačené) cesty jsou ale zarostlé keři, těžce prostupné a velmi náročné.